# Artis Pabriks

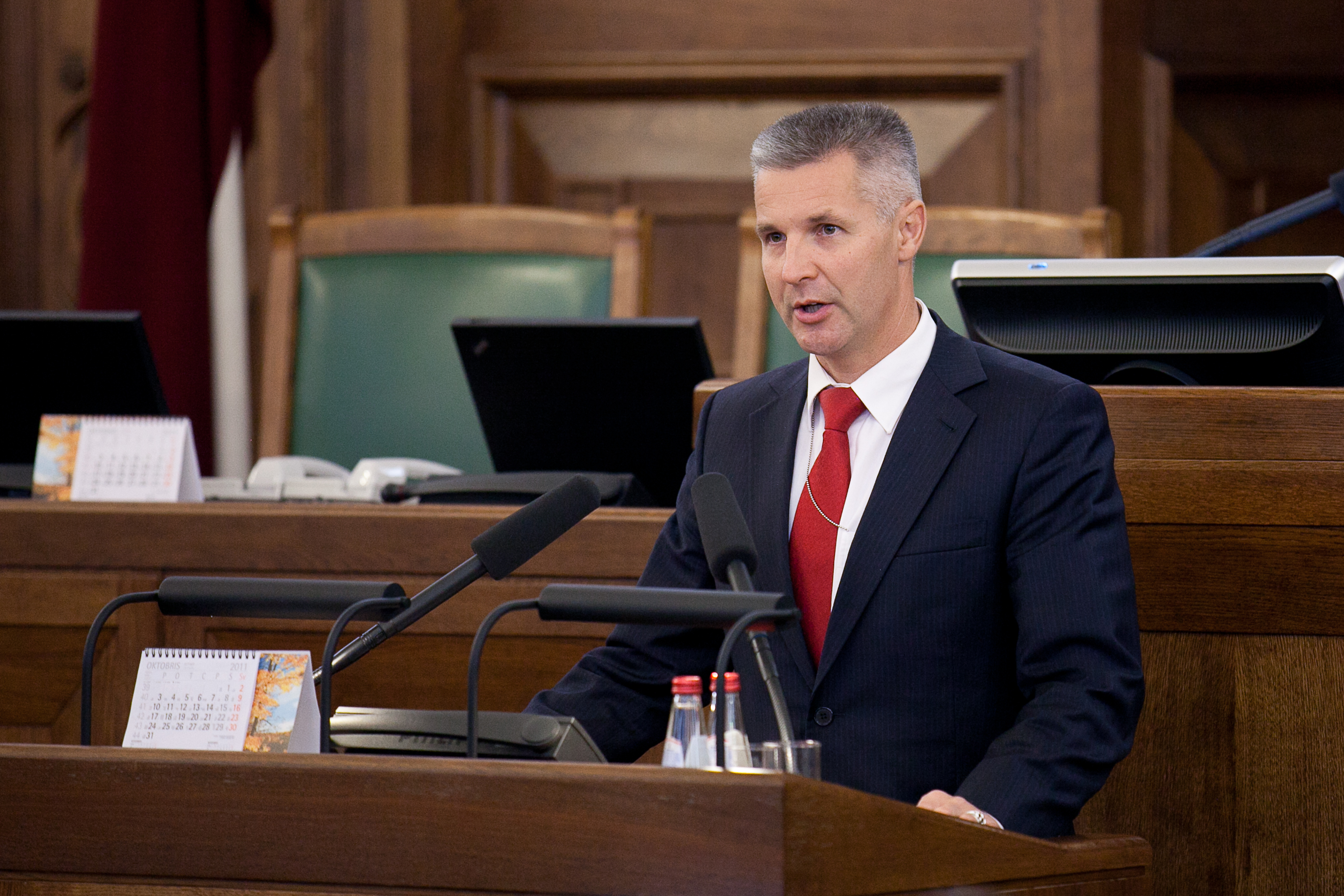
Artis Pabriks.

Artis Pabriks, född 22 mars 1966 i Jūrmala, är en lettisk politiker och diplomat. 
Han har, bland annat, varit Lettlands utrikesminister 2004–2007 och Lettlands försvarsminister 2010–2014. Han valdes in i Europaparlamentet år 2014 men blev inte omvald i Europaparlamentsvalet 2019. Under tiden han satt i parlamentet var han ledamot av utskottet för internationell handel, delegationen för förbindelserna med länderna i Centralamerika, delegationen till den parlamentariska församlingen EU-Latinamerika och särskilda utskottet för terrorismfrågor. Han var även suppleant för utskottet för medborgerliga fri- och rättigheter samt rättsliga och inrikes frågor och delegationen för förbindelserna med Japan.